# 3 Księga Barucha
3 Księga Barucha lub Grecka Apokalipsa Barucha – pseudoepigraficzny apokryf Starego Testamentu. Treść księgi jest bardzo podobna do 2 Księgi Barucha. Jest to utwór kompilacyjny należący do gatunku widzeń apokryficznych.

## Opis
Jej powstanie datuje się na lata 70–150 n.e. Napisana została pierwotnie w środowisku żydowskim, w języku greckim. Zachowała się jedynie w kilku odpisach greckich, które wskazują na chrześcijańskie przeróbki redaktorskie.
Księga po raz pierwszy opublikowana została w 1899 przez M.R. Jamesa (który uważał dzieło za chrześcijańskie), drugi odpis opublikował Jean-Claude Picard w 1967. Oprócz wersji greckiej zachowała się też wersja etiopska i dwie wersje starosłowiańskie. Starsza redakcja starosłowiańska jest obszerniejsza. Jej podstawą był tekst grecki przełożony i opracowany w XI wieku w Bułgarii. Natomiast redakcja młodsza rozprzestrzeniała się głównie wśród Słowian wschodnich. 3 Księga Barucha wpłynęła na literaturę starosłowiańską oraz bułgarską.

## Treść
3 Księga Barucha opisuje podróż proroka po niebiosach. Jest on prowadzony przez archanioła Rafała przez siedem niebios. W czasie podróży Baruch poznaje zasady ruchu słońca i planet, widzi mękę ludzi wznoszących wieżę Babel, ogromnego węża spijającego wodę z morza aby nie wystąpiło ono z brzegów, poznaje historię zasadzenia przez Noego winorośli oraz posłanych na służbę ludziom aniołów. W utworze ukazano także obrazy z mitologii jak na przykład feniksa, lecącego przed słonecznym rydwanem.
Narracja księgi jest prowadzona w 1 osobie, co nadaje księdze charakter opisu własnego doświadczenia wędrówki po niebiosach.